# Challenger (Schiff, 1932)
Die Challenger, auch HMS Challenger,  war ein Vermessungsschiff der Royal Navy. Sie wurde 1930 auf der Chatham Werft auf Kiel gelegt und in einem Trockendock gebaut. Anschließend wurde sie zur Fertigstellung nach Portsmouth verlegt und am 15. März 1932 in Dienst gestellt.

## Geschichte
Bis zum Ausbruch des Zweiten Weltkriegs untersuchte die Challenger die Gewässer rund um das Vereinigte Königreich, Neufundland, die Westindischen Inseln und Ostindien. Am 23. September 1932 lief sie 6 Seemeilen (11 km) nördlich von Fords Hafen, Labrador, nahe Neufundland (56°28′30″N 61°10′00″W) auf einen Felsen auf und strandete. Später wurde sie repariert, und erneut in Dienst gestellt.
Von 1939 bis 1942 kreuzte sie in heimischen Gewässern und nahm an Konvoi-Eskorten teil. Im Juni und Juli 1941 begleiteten sie und drei weitere Korvetten der Flower-Klasse das Truppenschiff Anselm aus Großbritannien, auf dem Weg nach Freetown, Sierra Leone. Als das Truppenschiff nördlich der Azoren torpediert wurde, retteten die Besatzungen der Challenger und der Korvette Starwort Hunderte von Überlebenden und überführten sie dann auf den bewaffneten Handelskreuzer Cathay.
Von 1942 bis 1946 führte die Challenger Vermessungsarbeiten im Indischen Ozean und im Westpazifik durch. 1946 kehrte sie für eine Überholung nach Chatham zurück, bevor sie Ende 1946 in den Persischen Golf zurückkehrte. 1947 verließ sie den Persischen Golf und wurde nach Zypern verlegt. Anschließend ging es für eine weitere Überholung im Trockendock nach Gibraltar.
Im Dezember 1947 wurden Männer der Challenger und der beiden Zerstörer Cockade und Contest in der britischen Kolonie Aden angelandet, um nach dem Pogrom von Aden die Ordnung wiederherzustellen.
Von 1950 bis 1953 umrundete sie die Welt und führte unter der Leitung des Wissenschaftlers Thomas Frohock Gaskell Vermessungen in Westindien und im Fernen Osten durch.
Auf dieser Reise im Jahr 1951 untersuchte die Challenger den Marianengraben, in der Nähe von Guam, mit Echolot, einschließlich des tiefsten bekannten Punktes der Ozeane, der maximal 11.033 Meter (36.198 Fuß) tief ist, nahe 11°21′N 142°12′E. Dieser Punkt wurde Challengertief genannt, da eine nahegelegene Untersuchung 1875 während einer Expedition einer früheren Challenger durchgeführt wurde. Im Januar 1954 kehrte die Challenger nach Großbritannien zurück und in Dover abgewrackt.